# Grainbach

Grainbach, aus nördlicher Richtung gesehen

Grainbachs Dorfrand aus nordöstlicher Richtung gesehen

Grainbach ist ein Gemeindeteil von Samerberg und eine Gemarkung im Landkreis Rosenheim, Regierungsbezirk Oberbayern.

## Geographische Lage
Die Gemeindeteile von Samerberg liegen östlich des Inns räumlich verstreut auf einem etwa sieben Kilometer langen hügeligen Hochplateau in ca. 600 bis 750 m Höhe ü. NN zwischen Nußdorf im Inntal im Südwesten und Frasdorf an der Autobahn A 8 München–Salzburg im Nordosten. Das Kirchdorf Grainbach befindet sich im östlichen Bereich des Samerberger Gemeindegebiets, rund zwei Kilometer nördlich des Hochriesgipfels.
Das flache Gelände außerhalb des Dorfs ist moosig. Mitten durch die Niederung fließt der Achenbach.

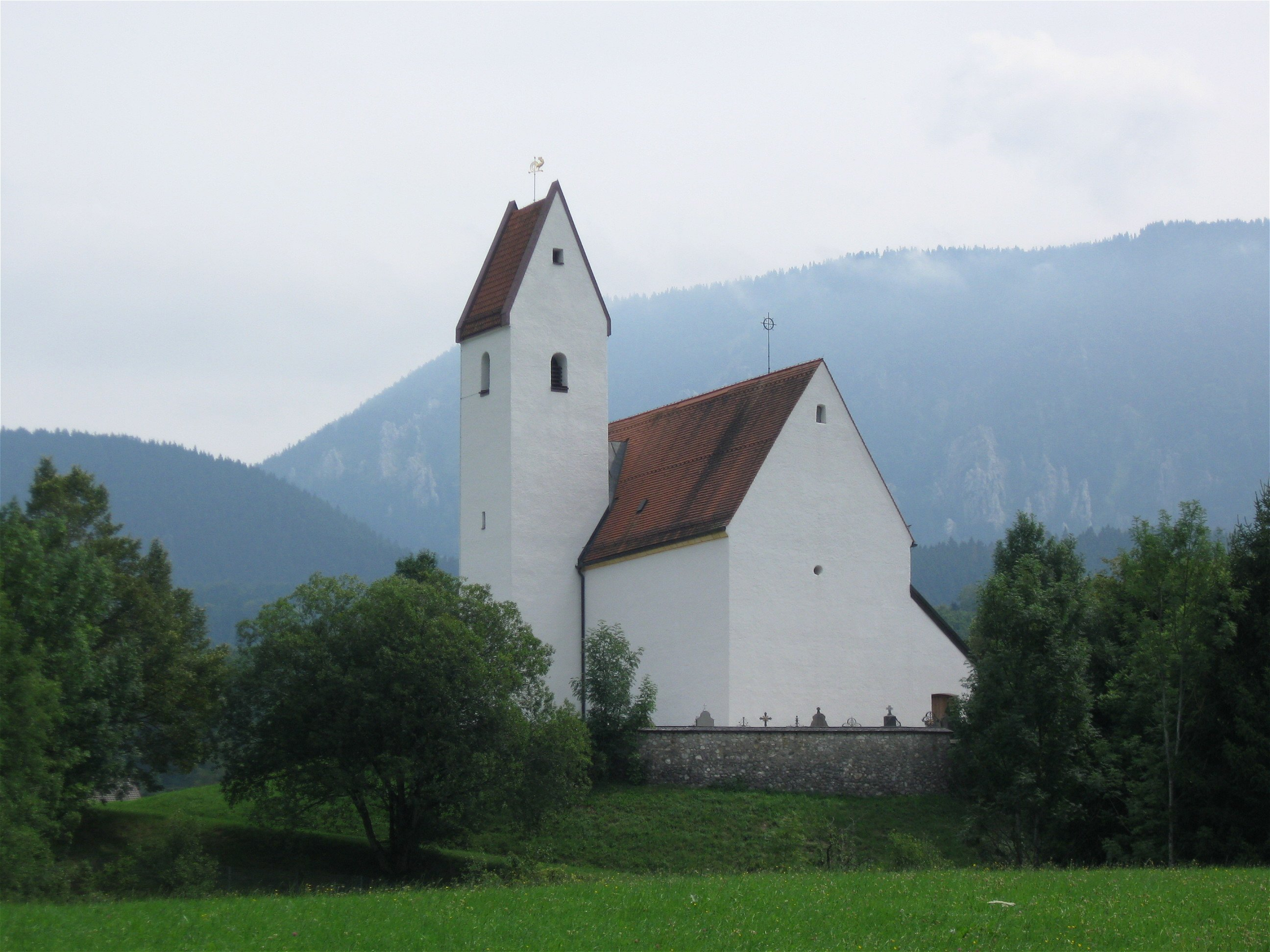
Kath. Filialkirche St. Ägidius und Nikolaus, 1467 erstmals erwähnt

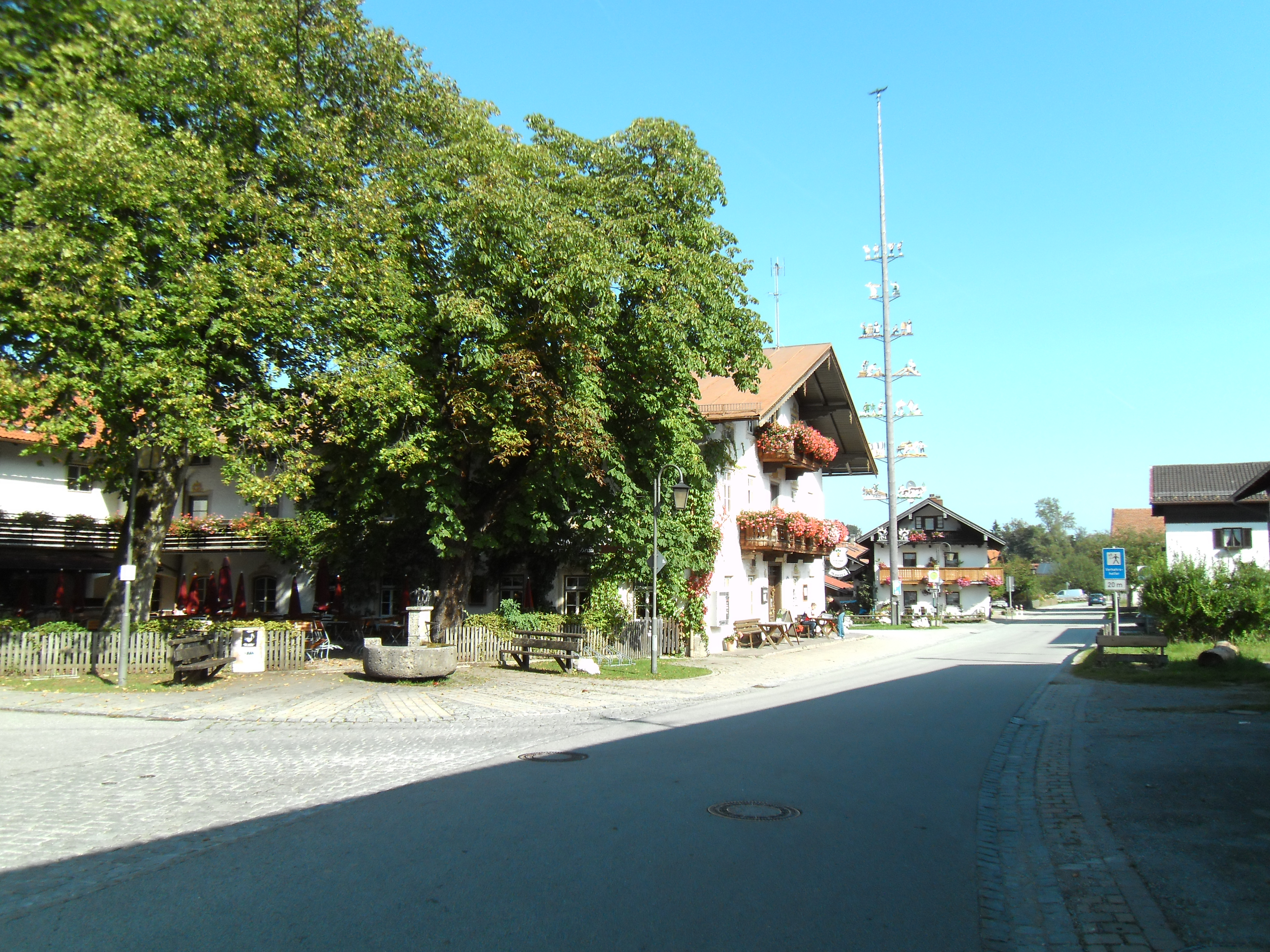
Dorfstraße in Grainbach mit der Traditionsgaststätte Maurer (links im Bild); vor deren Biergarten der Samerbrunnen, flankiert von zwei Sitzbänken

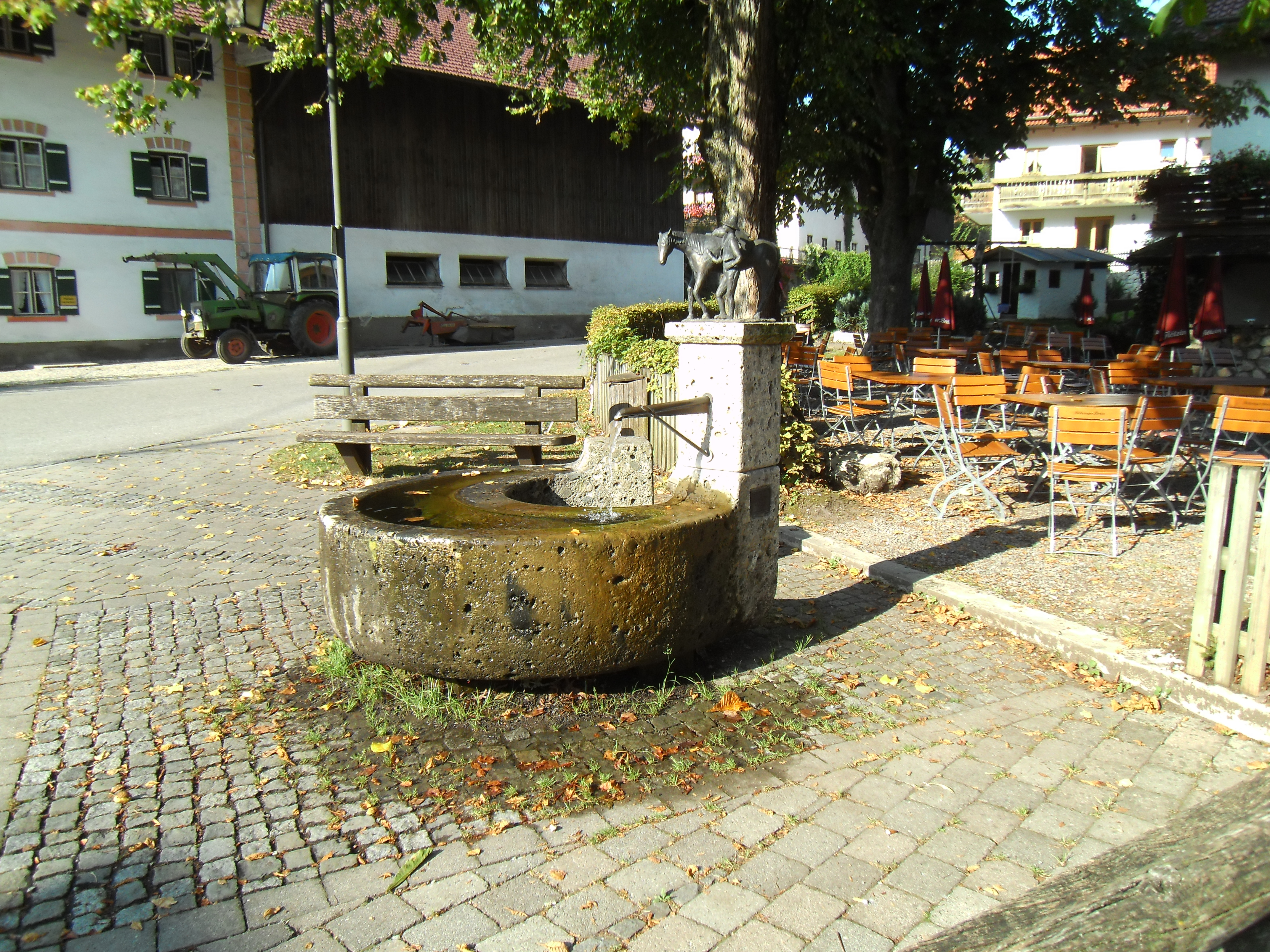
1997 im Zentrum von Grainbach errichteter Samerbrunnen mit einer Bronzestatuette, die an das historische Gewerbe des Säumers erinnern soll (Entwurf: Gudrun und Hans Wesner)

## Geschichte
Grainbach wird in einer Schenkungsurkunde des 12. Jahrhunderts unter dem Ortsnamen Grounpach erwähnt. Hier war Arnold de Grounpach mit seiner Frau Bertha ansässig, der ein Ministeriale des Herzogs Konrad von Dachau war. Er vermachte um das Jahr 1135 dem Kloster Herrenchiemsee das Gut (Praedium) Frimpuole, früher Brennbühel, heute der Weiler Brennbichl südöstlich von Roßholzen und nördlich des Heubergs. Im Jahr 1150 schenkte er dem Kloster außerdem ein kleines Landgut, zu dem auch eine Mühle gehörte. Vermutlich hatte die Mühle im Ortsteil Altmühl gestanden, wo aber bereits um die Mitte des 19. Jahrhunderts seit Langem keine Mühle mehr war. Um letztere Zeit befand sich eine Wassermühle im tiefer gelegenen Weiler Speckbach, von der noch heute (2020) ein Gebäudeteil erhalten ist (der Gemeindeteil Speckbach liegt am Ortsausgang von Achenmühle in Richtung Samerberg).
Bis zur Gebietsreform in Bayern war Grainbach eine eigenständige Gemeinde mit einer Fläche von etwa 700 Hektar und (im Jahr 1961) vierzehn Gemeindeteilen.
Im Jahr 1969 wurde in Grainbach, Roßholzen, Steinkirchen und Törwang eine Volksbefragung durchgeführt, um darüber zu entscheiden, ob die vier bis dahin eigenständigen Gemeinden zu einer einzigen Gemeinde mit Verwaltungssitz in Törwang vereinigt werden sollten. Es entschieden sich 88 % der Wähler für dieses Vorhaben, und am 1. Januar 1970 wurde die neue Gemeinde Samerberg durch die Zusammenlegung von Grainbach, Roßholzen, Steinkirchen und Törwang gebildet. Seither ist Grainbach ein Gemeindeteil von Samerberg.
Zur ehemaligen Gemeinde gehörten folgende Wohnplätze:
| - Grainbach - Altmühl - Bichl - Entgrub - Eßbaum | - Haßbichl - Lochen - Marchwies - Ried - Staben | - Vordergrub - Wenk - Wiedholz - Witzenthal |

### Demographie
| Jahr | Einwohnerzahl | Anmerkungen                                              |
| ---- | ------------- | -------------------------------------------------------- |
| 1817 | 153           | in 24 Häusern gezählt am Jahresende im Dekanat Söllhuben |
| 1824 | 158           | in 24 Häusern                                            |
| 1840 | 250           | nach anderen Angaben 160 Einwohner in 24 Häusern         |
| 1861 | 261           | [ 8 ]                                                    |
| 1871 | 241           | am 1. Dezember 1871, in 51 Häusern                       |
| 1885 | 248           | [ 8 ]                                                    |
| 1900 | 234           | [ 8 ]                                                    |
| 1910 | 281           | am 1. Dezember                                           |
| 1919 | 285           | [ 8 ]                                                    |
| 1925 | 338           | [ 8 ]                                                    |
| 1933 | 316           | [ 14 ] [ 8 ]                                             |
| 1939 | 317           | [ 14 ] [ 8 ]                                             |
| 1946 | 589           | Aufnahme von Vertriebenen                                |
| 1950 | 527           | [ 8 ]                                                    |
| 1952 | 469           | [ 8 ]                                                    |

## Sport

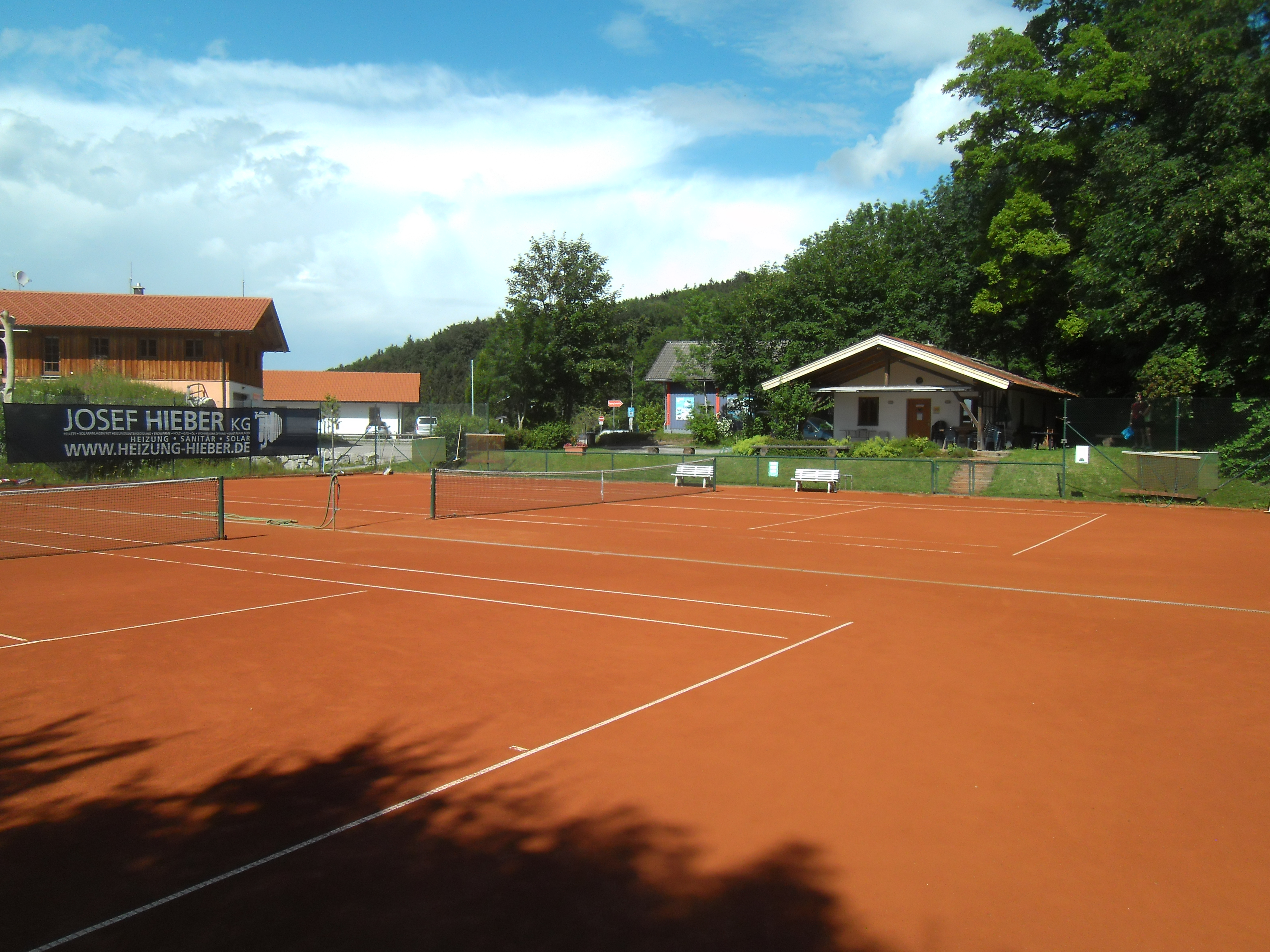
Tennisanlage des WSV Samerberg in Grainbach (Clubhaus und zwei von vier Sandplätzen); Gebäude von rechts nach links: Clubhaus, Talstation des Sessellifts der Hochriesbahn, Gebäude des Alpenvereins (leerstehend, 2020) Bergrettungszentrum Samerberg

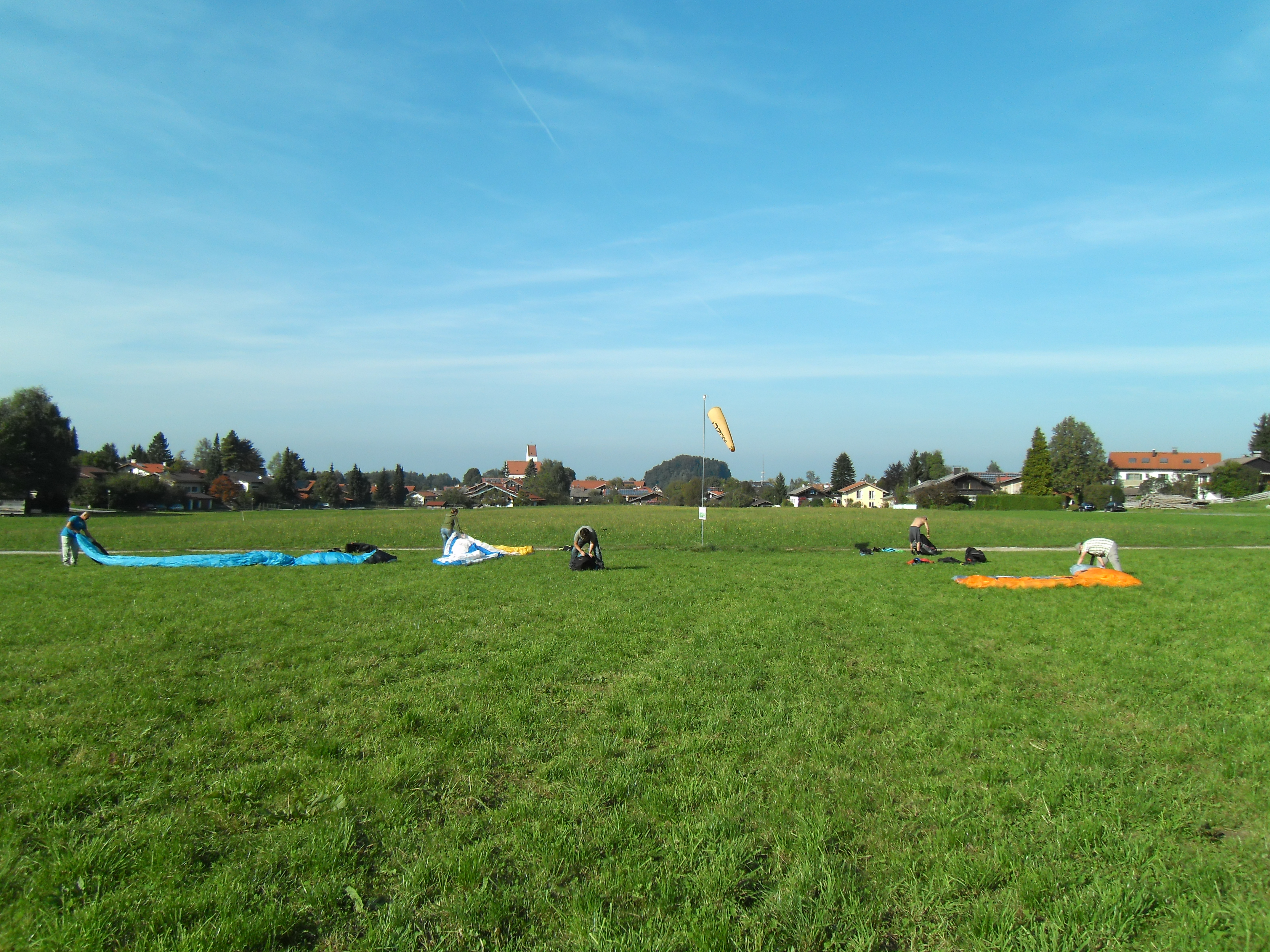
Landewiese für Gleitschirmflieger am westlichen Ortsrand von Grainbach. Im Winter wird auf diesem Gelände und weit darüber hinaus bei geeigneten Schneeverhältnissen eine Loipe präpariert.

Grainbach ist sowohl im Sommer als auch im Winter ein beliebtes Anreiseziel besonders von Wochenendtouristen. Die Hochries mit ihren vom Alpenverein instandgehaltenen Wanderwegen gilt als der ‚Hausberg der Rosenheimer‘.
Von der Mittelstation der Hochriesbahn aus, die mit einem Sessellift erreicht werden kann, führt ein anspruchsvoller Mountainbike-Parcours hinunter bis zur Talstation. Das Mountainbike kann im Sessellift mitgenommen werden.
Die Abteilung Tennis des Wintersportvereins Samerberg (WSV Samerberg), die neben der Talstation des Sessellifts ihr Clubhaus hat und über vier Sandplätze verfügt, gestattet Nichtmitgliedern gegen Gebühr die Benutzung der Plätze.
Gleitschirmfliegern, die am Gipfel der Hochries ihre Startrampen haben, steht unterhalb der Talstation und der Tennisanlage auf einer Wiese ein großflächiger Landeplatz zur Verfügung, der für diesen Zweck angemietet worden ist.
Im Winter wird bei ausreichenden Schneeverhältnissen auf dem flachen Gelände am Fuß der Hochries eine sehr weitläufige doppelspurige Loipe präpariert. Rodeln ist im Winter u. a. an dem Hang neben dem Sessellift möglich.
- Zu den Möglichkeiten sportlicher Betätigung siehe auch: Artikel Samerberg, Abschnitt „Sportanlagen“.

## Verkehr
Grainbach liegt südlich einer Landstraße, die von Achenmühle aus an Törwang vorbei über Roßholzen weiter ins Inntal führt. Das Dorf hat eine Haltestelle der DB-Omnibuslinie 9493 Roßholzen–Törwang–Lauterbach–Rosenheim. Während der Sommersaison verkehrt an Wochenenden vom Bahnhof Rosenheim aus ein zusätzlicher ‚Wanderbus‘. Die Autobahn A8 München–Salzburg kann in Achenmühle erreicht werden, die Autobahn Rosenheim–Innsbruck über Roßholzen und Nußdorf am Inn in Brannenburg.

## Sehenswürdigkeiten
- Filialkirche St. Ägidius und Nikolaus, erstmals 1467 erwähnt, mit einem spätgotischen Portal. Das außergewöhnlich dickwandige Mauerwerk der Kirche lässt darauf schließen, dass sie im Mittelalter einmal als Wehrkirche angelegt wurde.[15]